# Federico Paez
Federico Paez Chiriboga (ur. 1876, zm. 1974) – ekwadorski polityk, inżynier, dyktator.
W 1935 doszła do władzy junta wojskowa, która powierzyła Paezowi urząd swego szefa. Dwa lata później armia zmusiła go jednak do ustąpienia.